# Sarolt z Transylvánie
Sarolt Uherská (asi 950 – asi 1008) byla uherská velkokněžna, manželka Gejzy I.

## Život
Narodila se v Sedmihradsku jako dcera vládce Gyuly II. a zřejmě vyznávala pravoslaví. Její jméno Sarolt (Sar-oldu) je tureckého původu s významem "bílá lasička".
Na svého manžela, uherského velkoknížete Gejzu, měla Sarolt silný vliv, což jí dovolovalo ovlivňovat státní záležitosti. Katoličtí misionáři ji neměli v oblibě a kroniky ji obviňují z nepřiměřeného pití a dokonce zabití. S Gejzou měla Sarolt syna Štěpána a několik dcer, z nichž jedna byla možná manželkou Boleslava Chrabrého.
Po smrti Gejzy v roce 997 její vzdálený příbuzný Koppány projevil zájem se s ní oženit. Chtěl také vést uherské kmeny místo jejího syna Štěpána, byl však poražen a Štěpán byl korunován na prvního uherského krále.